# Heinz-Georg Binder
Heinz-Georg Wilhelm Binder (* 22. November 1929 in Hamburg; † 17. Februar 2009 in Esens) war ein deutscher evangelischer Theologe und langjähriger Militärbischof.

## Leben
Heinz-Georg Binder wuchs in seiner Geburtsstadt Hamburg auf. Nach seinem Abitur an der Oberschule für Jungen in Hamburg-St. Georg studierte er Theologie in Hamburg, Erlangen und Kiel. Nach dem Examen wurde er am 25. März 1956 in Hamburg ordiniert.
Er war von 1957 bis 1960 Pastor an St. Andreas in Hamburg-Harvestehude und von 1961 bis 1966 Referent für Jugendpolitik in der Arbeitsgemeinschaft der Ev. Jugend Deutschlands. In dieser Funktion war er auch Chefredakteur der Stuttgarter Wochenzeitung Junge Stimme, der 1964 als Chef vom Dienst auch Heinz Neidel (später Direktor des Instituts für Moderne Kunst in Nürnberg) angehörte, und von 1963 bis 1967 Präsident des Council of European National Youth Committees.
Von 1966 bis 1971 arbeitete Binder als Öffentlichkeitspastor in Bremen und wurde 1971 Schriftführer des Kirchenausschusses der Bremischen Evangelischen Kirche. 
Am 1. Februar 1977 wurde Binder Nachfolger von Bischof Hermann Kunst als Bevollmächtigter des Rates der Evangelischen Kirche in Deutschland (EKD) bei der Bundesregierung in Bonn. Er übte dieses Amt bis 1992 aus. 1985 erhielt er die Ernennung zum Militärbischof und war neun Jahre tätig, bevor er die Aufgabe an Hartmut Löwe übergab. Von 1996 bis 1999 war Binder Beauftragter für die evangelische Seelsorge im Bundesgrenzschutz (BGS). Er war ferner Mitglied und lange Zeit Vorsitzender der Evangelischen Zentralstelle für Entwicklungshilfe.
Heinz-Georg Binder war verheiratet und Vater von zwei Söhnen.